# Немчинов, Александр Михайлович
Александр Михайлович Немчи́нов (15 ноября 1919, Воскресенское, Башкирская Советская Республика — 3 октября 1985, Чернигов) — старший сержант, командир орудия 63-го отдельного истребительно-противотанкового дивизиона (106-я стрелковая дивизия, 65-я армия, Центральный фронт), Герой Советского Союза (1943).

## Биография
Родился 15 ноября 1919 года в селе Воскресенское, ныне Мелеузовского района Башкирии.
Русский. Образование — семь классов. Член КПСС с 1943 года. До призыва в армию работал в конторе связи.
Призван в Красную Армию Мелеузовским райвоенкоматом в 1939 году. Участвовал в боях Великой Отечественной войны с февраля 1943 года.
Командир орудия 63-го отдельного истребительно-противотанкового дивизиона (106-я стрелковая дивизия, 65-я армия, Центральный фронт) старший сержант А. М. Немчинов совершил подвиг при форсировании реки Днепр в районе посёлка Лоев (Гомельская область) 15 октября 1943 года.
После войны продолжал службу в Советской Армии. В 1949 году окончил военное пехотное училище. С 1966 года майор А. М. Немчинов — в отставке.
Умер в городе Чернигове 3 октября 1985 года. Похоронен на Яцевском кладбище города Чернигова.

## Подвиг
«Командир орудия 63-го отдельного истребительно-противотанкового дивизиона (106-я стрелковая дивизия, 65-я армия, Центральный фронт) старший сержант Немчинов А. М. на плоту под огнём противника 15 октября 1943 года первым переправил орудие через реку Днепр в районе посёлка городского типа Лоев Гомельской области Белоруссии. Действуя в боевых порядках пехоты, уничтожил орудие, 2 пулемёта врага и до 25-и гитлеровцев. Участвовал в отражении нескольких вражеских контратак».
Указом Президиума Верховного Совета СССР от 30 октября 1943 года за образцовое выполнение боевых заданий командования на фронте борьбы с немецко-фашистскими захватчиками и проявленные при этом отвагу и геройство старшему сержанту Немчинову Александру Михайловичу присвоено звание Героя Советского Союза с вручением ордена Ленина и медали «Золотая Звезда» (№ 1620).

## Награды
- Медаль «Золотая Звезда» Героя Советского Союза (30.10.1943)[2].
- Орден Ленина (30.10.1943).
- Орден Отечественной войны I степени (06.04.1985)[3].
- Орден Красной Звезды.
- Медали.